# Robert Rodallega
Robert Rodallega (18 de novembro de 1969) é um ex-futebolista venezuelano que atuava como meia.

## Carreira
Robert Rodallega integrou a Seleção Venezuelana de Futebol na Copa América de 1997.